# Kanton Ploufragan
Kanton Ploufragan (fr. Canton de Ploufragan) je francouzský kanton v departementu Côtes-d'Armor v regionu Bretaň. Tvoří ho pět obcí.

## Obce kantonu
- La Méaugon
- Plédran
- Ploufragan
- Saint-Donan
- Saint-Julien